# Touches de repos

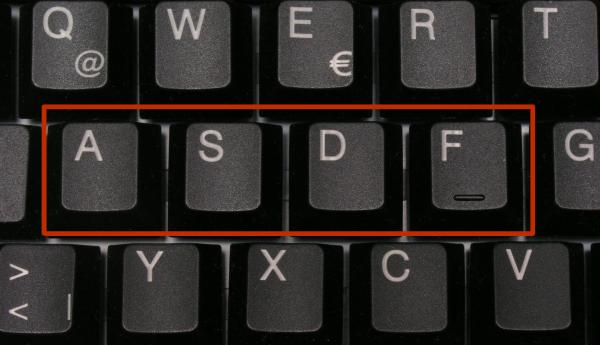
Les touches de repos de la main gauche sur une disposition de clavier QWERTZ.

 (avril 2025).
Si vous disposez d'ouvrages ou d'articles de référence ou si vous connaissez des sites web de qualité traitant du thème abordé ici, merci de compléter l'article en donnant les références utiles à sa vérifiabilité et en les liant à la section « Notes et références ».
Les touches de repos d’un clavier d'ordinateur ou d'une machine à écrire sont les huit touches de la rangée du milieu servant de repères dans les méthodes d'apprentissage de la dactylographie. Les caractères portés par les touches varient selon la disposition des touches utilisée. Ces touches, de par leur accessibilité, sont souvent utilisées de manière générique pour réaliser un exemple ou un test, comme équivalent d'une séquence aléatoire.
Sur la plupart des claviers, deux ergots permettent de repérer au toucher la position des index sur la rangée du milieu, de la même manière que ceux servant à repérer le milieu d'un pavé numérique ou d'un clavier téléphonique. En règle générale, les exercices de dactylographie aident l'utilisateur à se créer des repères depuis ces touches de « repos » en travaillant la mémoire musculaire (en) des doigts. En effet, lors de l'apprentissage de la dactylographie, il est recommandé de revenir vers ces touches dès que possible. Lorsque la vitesse de frappe devient importante, cette notion de touches de repos sur lesquels les doigts doivent retourner n'est plus factuelle : la frappe devient dynamique et le dactylographe s'adapte à la saisie sans replacer constamment ses doigts sur la rangée du milieu.
Les touches de repos d'un clavier QWERTY ou QWERTZ sont « ASDF JKLM », les index étant sur « F » et  « J ». Les dispositions de type Dvorak favorisent l'utilisation des touches de repos en y plaçant les caractères les plus fréquents dans une langue spécifique. Elles placent en général les voyelles sur les touches de repos de la main gauche (AUIE TSRN sur la disposition BÉPO).
Certaines méthodes de dactylographie proposent d'utiliser des touches de repos non alignées et plus naturelles vis-à-vis de la morphologie des doigts (QZEF JIOM sur la disposition AZERTY).
Le choix des lettres sur ces touches n'a pas de valeur sémantique et la suite de caractères générés par la rangée de base n'a pas de sens propre. La séquence de lettres « asdf » apparait sur les quatre premières touches en QWERTY, « qsdf » sur un AZERTY ou encore « aoeu » sur la disposition de clavier Dvorak simplifiée. L'utilisation de ces termes s'apparente à celle du lorem ipsum et du pangramme.

## Exemples d'utilisations
- Pour vérifier si la casse est verrouillée en position haute ou basse.
- Comme mot de passe par défaut sur certains systèmes. Par conséquent, comme il est possible qu'un utilisateur ne l'ait pas changé, il est présent dans de nombreux dictionnaires utilisés par les hackers pour forcer les protections par mot de passe[réf. nécessaire].
- Pour remplir un champ de saisie lorsqu'on ne sait pas quoi y mettre, notamment :
  - sur un moteur de recherche lorsqu'on ne recherche rien de particulier ; c'est pourquoi des sites Web tentent d'améliorer leur référencement pour ce mot clé[réf. nécessaire].
  - sur les formulaires d'inscription de sites web ou de forums de discussion dont l'accès est réservé aux utilisateurs enregistrés, par gain de temps ou par souci d'anonymat lorsque la séquence remplace des données personnelles ; cette pratique a conduit de nombreux sites Web à considérer automatiquement l'adresse électronique asdf@asdf.com  comme invalide.